# 中瀬寿一
中瀬 寿一（なかせ としかず、1928年3月23日 - 2001年8月26日）は、日本史・経営史学者。
大阪府出身。同志社中学校卒、旧制大阪高等学校卒、1954年大阪市立大学経済学部卒、年表編纂委員となる。関西国民文化会議、大阪総評十年史代表編纂委員。1969年「日本広告産業発達史研究」で中央大学商学博士。大阪産業大学助教授、教授、1972-1973年、1978年経営学部長、1998年定年、名誉教授。

## 著書
- 『近代における天皇観』三一書房 1963
- 『戦後日本の経営理念史』法律文化社 1967
- 『日本広告産業発達史研究』法律文化社 1968
- 『万国博と情報ファシズム』校倉書房 1970
- 『住友財閥形成史研究 幕末・維新期における比較史的考察』大月書店 1984
- 『永遠なるわが回想 夢とロマンを求めて』耕文社 1998

### 共編著
- 『近代大阪の史跡探訪』大岡欽治共編 ナンバー出版 1975
- 『民衆史料が語る大塩事件』村上義光共編著 晃洋書房 1990
- 『史料が語る大塩事件と天保改革』村上義光共編著 晃洋書房 1992

## 論文
- <中瀬寿一